# Jan August Vitásek
Jan Matyáš Nepomuk August Vitásek (ou Johann Matthias Wittassek, Wittaschek, Wittaseck, Wittasseck ; Hořín, le 20 février 1770 - Prague, le 7 décembre 1839) est un compositeur, pianiste, professeur de musique et maître de chapelle de Bohême.

## Biographie
Son père Wenzel Vitásek était maître de chapelle et organiste à Hořín. Jan était le cinquième de dix enfants et a reçu de son père une éducation musicale de base (chant, violon, piano, orgue, théorie). Dès l'âge de dix ans, il jouait de l'orgue dans une église locale. Il est allé à Prague en se mettant au service de la famille noble Lobkowicz (à partir de 1786, comme secrétaire à partir de 1795). Il a poursuivi des études de piano avec František Xaver Dušek et de contrepoint avec Johann Antonín Koželuh. Il a rencontré personnellement en 1797 à Prague Wolfgang Amadeus Mozart et en est devenu un admirateur enthousiaste.
En 1798, il est devenu maître de concert, professeur de musique et secrétaire du comte Bedřich Nostitz, chez qui il a travaillé jusqu'en 1814. Après la mort de Johann Antonín Koželuh en 1814, il a été nommé maître de chœur à la Cathédrale Saint-Guy de Prague puis au Château de Prague.
Vitásek est resté à Prague le restant de sa vie et est devenu l'une des principales figures musicales de la ville. À partir de 1826, il est devenu président de l'association appelée Société pour la promotion de la musique religieuse en Bohême, et à partir de 1830, il a été le premier directeur de l'école d'orgue de Prague. 
Vitásek avait postulé pour le poste vacant de vice maître de chapelle à la Cathédrale Saint-Étienne de Vienne mais avait échoué. L'empereur François Ier le nomma de manière inattendue à ce poste en 1826 (le poste n'avait pas encore été pourvu); mais Vitásek a refusé la nomination pour cause de mauvaise santé. 
Vitásek a travaillé avec des personnalités éminentes de Prague et de la vie musicale de Vienne. Il était considéré comme un pianiste exceptionnel à Prague depuis le début des années 1790 et reconnu comme un interprète des œuvres de Mozart.

## Compositions
La production de composition de Vitásek comprend un opéra (David oder die Befreiung Israels, David ou la délivrance d'Israel, représenté à Prague en 1810), douze messes, sept requiems, de nombreuses autres œuvres chorales sacrées et profanes, quelques symphonies, concertos, musique de chambre, préludes et fugues pour orgue. En 1823-1824, il a été l'un des 50 compositeurs qui composèrent une variation (la 49e) sur une valse d'Anton Diabelli pour Vaterländischer Künstlerverein.

### Musique sacrée
- 12 messes
  - Missa solemnis en ut (1806)
  - Missa en si bémol majeur
  - Deuxième Messe en ut majeur
  - Troisième Messe en ut (après 1814)
  - Messe en si bémol majeur
- 7 requiem
- Te Deum
- Je vous salue Marie (pour chœur mixte et orgue)
- Hymne pastoralis
- David ou la délivrance d'Israel (drame musical en 4 actes, présenté avec succès en 1810 au Théâtre des États à Prague)
- de nombreuses petites compositions : offrandes, hymnes, graduels et chants religieux tchèques.

### Musique d'orchestre
- Symphonie en ut majeur (1806)
- Symphonie en mi bémol majeur (transcrite pour quintette à cordes)
- Concerto pour basson et orchestre en ut majeur
- Concerto pour piano et orchestre
- Concerto pour harpe et orchestre
- Concerto pour clarinette et orchestre
- Concerto pour cor de basset et orchestre

### Musique de chambre
- 6 sonates pour violon et piano
- 6 quatuors à cordes
- nombreuses compositions pour piano

Il est également l'auteur de nombreuses chansons et chœurs. Parmi ces pièces, deux marches anti-napoléoniennes : Marche de tous les Tchèques vertueux (1809) et Réveillez-vous les Tchèques, allons-y hardiment. L'hymne choral Gloire à la Patrie lui est également attribué.